# Paralimnophila gingera
Paralimnophila gingera är en tvåvingeart som beskrevs av Günther Theischinger 1996. Paralimnophila gingera ingår i släktet Paralimnophila och familjen småharkrankar. Inga underarter finns listade i Catalogue of Life.